# Puchar Świata w kolarstwie przełajowym 2009/2010
Puchar Świata w kolarstwie przełajowym w sezonie 2009/2010 to 17. edycja tej imprezy. Organizowany przez UCI, obejmował dziewięć zawodów dla mężczyzn oraz siedem dla kobiet. Pierwszy wyścig odbył się 4 października 2009 roku we włoskim Treviso, a ostatni 24 stycznia 2010 roku w holenderskim Hoogerheide. 
Trofeum sprzed roku bronili Belg Sven Nys wśród mężczyzn oraz Niemka Hanka Kupfernagel wśród kobiet. W tym sezonie triumfowali: Czech Zdeněk Štybar wśród mężczyzn, a wśród kobiet najlepsza była Holenderka Daphny van den Brand.

## Wyniki

### Mężczyźni
| Lp | Miejscowość    | Data                 | 1. miejsce    | 2. miejsce       | 3. miejsce       |
| -- | -------------- | -------------------- | ------------- | ---------------- | ---------------- |
| 1. | Treviso        | 4 października 2009  | Niels Albert  | Zdeněk Štybar    | Klaas Vantornout |
| 2. | Pilzno         | 18 października 2009 | Niels Albert  | Sven Nys         | Zdeněk Štybar    |
| 3. | Nommay         | 8 listopada 2009     | Niels Albert  | Zdeněk Štybar    | Sven Nys         |
| 4. | Koksijde       | 28 listopada 2009    | Zdeněk Štybar | Sven Nys         | Klaas Vantornout |
| 5. | Igorre         | 6 grudnia 2009       | Zdeněk Štybar | Niels Albert     | Sven Nys         |
| 6. | Kalmthout      | 20 grudnia 2009      | Sven Nys      | Zdeněk Štybar    | Niels Albert     |
| 7. | Heusden-Zolder | 26 grudnia 2009      | Kevin Pauwels | Niels Albert     | Sven Nys         |
| 8. | Roubaix        | 17 stycznia 2010     | Zdeněk Štybar | Klaas Vantornout | Sven Nys         |
| 9. | Hoogerheide    | 24 stycznia 2010     | Niels Albert  | Zdeněk Štybar    | Kevin Pauwels    |

### Kobiety
| Lp | Miejscowość    | Data                | 1. miejsce           | 2. miejsce           | 3. miejsce               |
| -- | -------------- | ------------------- | -------------------- | -------------------- | ------------------------ |
| 1. | Treviso        | 4 października 2009 | Katie Compton        | Daphny van den Brand | Christel Ferrier-Bruneau |
| 2. | Nommay         | 8 listopada 2009    | Katie Compton        | Marianne Vos         | Sanne van Paassen        |
| 3. | Koksijde       | 28 listopada 2009   | Marianne Vos         | Daphny van den Brand | Katie Compton            |
| 4. | Kalmthout      | 20 grudnia 2009     | Daphny van den Brand | Marianne Vos         | Katie Compton            |
| 5. | Heusden-Zolder | 26 grudnia 2009     | Marianne Vos         | Katie Compton        | Daphny van den Brand     |
| 6. | Roubaix        | 17 stycznia 2010    | Kateřina Nash        | Hanka Kupfernagel    | Marianne Vos             |
| 7. | Hoogerheide    | 24 stycznia 2010    | Marianne Vos         | Sanne van Paassen    | Daphny van den Brand     |

## Klasyfikacja generalna
| Lp. | Zawodnik         | Punkty |
| --- | ---------------- | ------ |
| 1.  | Zdeněk Štybar    | 635    |
| 2.  | Niels Albert     | 631    |
| 3.  | Sven Nys         | 535    |
| 4.  | Klaas Vantornout | 517    |
| 5.  | Kevin Pauwels    | 440    |
| 6.  | Gerben de Knegt  | 428    |
| 7.  | Bart Aernouts    | 399    |
| 8.  | Erwin Vervecken  | 376    |
| 9.  | Francis Mourey   | 366    |
| 10. | Christian Heule  | 350    |

| Lp. | Zawodniczka              | Punkty |
| --- | ------------------------ | ------ |
| 1.  | Daphny van den Brand     | 330    |
| 2.  | Marianne Vos             | 325    |
| 3.  | Sanne van Paassen        | 268    |
| 4.  | Katie Compton            | 260    |
| 5.  | Hanka Kupfernagel        | 235    |
| 6.  | Christel Ferrier-Bruneau | 203    |
| 7.  | Caroline Mani            | 184    |
| 8.  | Sanne Cant               | 176    |
| 9.  | Kateřina Nash            | 135    |
| 10. | Pavla Havlíková          | 131    |